# 龙龛岩摩崖石刻
龙龛岩摩崖石刻位于中国广东省罗定市苹塘镇谈礼村榃阳龙龛岩洞室内的石壁上，是广东现存年代最早的摩崖石刻，1985年5月被列为罗定县文物保护单位，1989年被列为广东省文物保护单位，2013年被列为第七批全国重点文物保护单位。
龙龛岩是一个石灰岩峰林边缘的一座孤峰下面的溶洞。唐武德四年（621年），永宁县令陈普光在龙龛石室辟立道场。冠军大将军行左豹韬卫将军上柱国颖川郡开国公陈集原撰写道场铭并序，武周圣历二年（699年）镌刻在洞内岩壁上，距地表3米，宽113至115厘米，高76至80厘米，全文1238字，分41行，每行20余至30余字不等，楷书，除二、三字剥蚀外，余皆可辨。铭序中使用了十一个武则天新创文字，此外还大量使用了六朝碑版俗字，对文字学研究有重要价值。